# Lichoceves
Lichoceves är en ort i Tjeckien.   Den ligger i regionen Mellersta Böhmen, i den centrala delen av landet, 12 km nordväst om huvudstaden Prag. Lichoceves ligger 312 meter över havet och antalet invånare är 164.
Terrängen runt Lichoceves är platt. Runt Lichoceves är det tätbefolkat, med 762 invånare per kvadratkilometer. Närmaste större samhälle är Prag, 12,1 km sydost om Lichoceves. Trakten runt Lichoceves består till största delen av jordbruksmark.